# Sant Feliu d'Avall
Sant Feliu d'Avall (['saɱfə'liwðə'βaʎ], en francès Saint-Féliu-d'Avall) és un poble, cap de la comuna del mateix nom, de 2.572 habitants, de la comarca del Rosselló, a la Catalunya del Nord. La dita diu A Sant Feliu, les bruixes hi fan el niu.

## Etimologia
Curiosament, el patró de la parròquia de Sant Feliu d'Avall no és pas sant Feliu, sinó sant Andreu. La raó és que la parròquia medieval de Sant Feliu era en un lloc encara desconegut possiblement de l'actual terme comunal de Sant Feliu d'Amunt, en un lloc anomenat en els documents Sant Feliu lo Vell, del qual nasqueren dos veïnats -això explica el d'Amunt i el d'Avall- que en el fogatge del 1365 - 1370 ja apareixen individualitzats.

## Geografia

Situació de la comuna de Sant Feliu d'Avall en el Rosselló

El terme comunal de Sant Feliu d'Avall, de 107.900 hectàrees d'extensió, és situat a la comarca del Riberal de la Tet, al nord-est de la dels Aspres, a la zona de ponent de la comarca del Rosselló.
El terme comunal de Sant Feliu d'Avall s'estén a la riba dreta de la Tet, íntegrament dins del Riberal. El formen tres terrasses planes: la de la llera del riu, ampla i sovint afectada per les avingudes de la Tet, la terrassa on es troba el poble, més estreta en aquest poble que a Sant Feliu d'Amunt, i la zona de conreus d'horta, sobretot, separada de l'anterior per dics de contenció per tal de prevenir les avingudes del riu, molt fortes amb una periodicitat habitual de deu anys, i una darrera terrassa, on es troba la major part de plantacions de vinya del terme. Tot i ser força més extens, sobretot més ample de llevant a ponent, el terme de Sant Feliu d'Avall és similar al de Sant Feliu d'Amunt.
Termes municipals limítrofs:
|                        | Cornellà de la Ribera / Pesillà de la Ribera |          |
| Sant Feliu d'Amunt     |                                              | El Soler |
| Castellnou dels Aspres | Tuïr                                         |          |

### El poble de Sant Feliu d'Avall

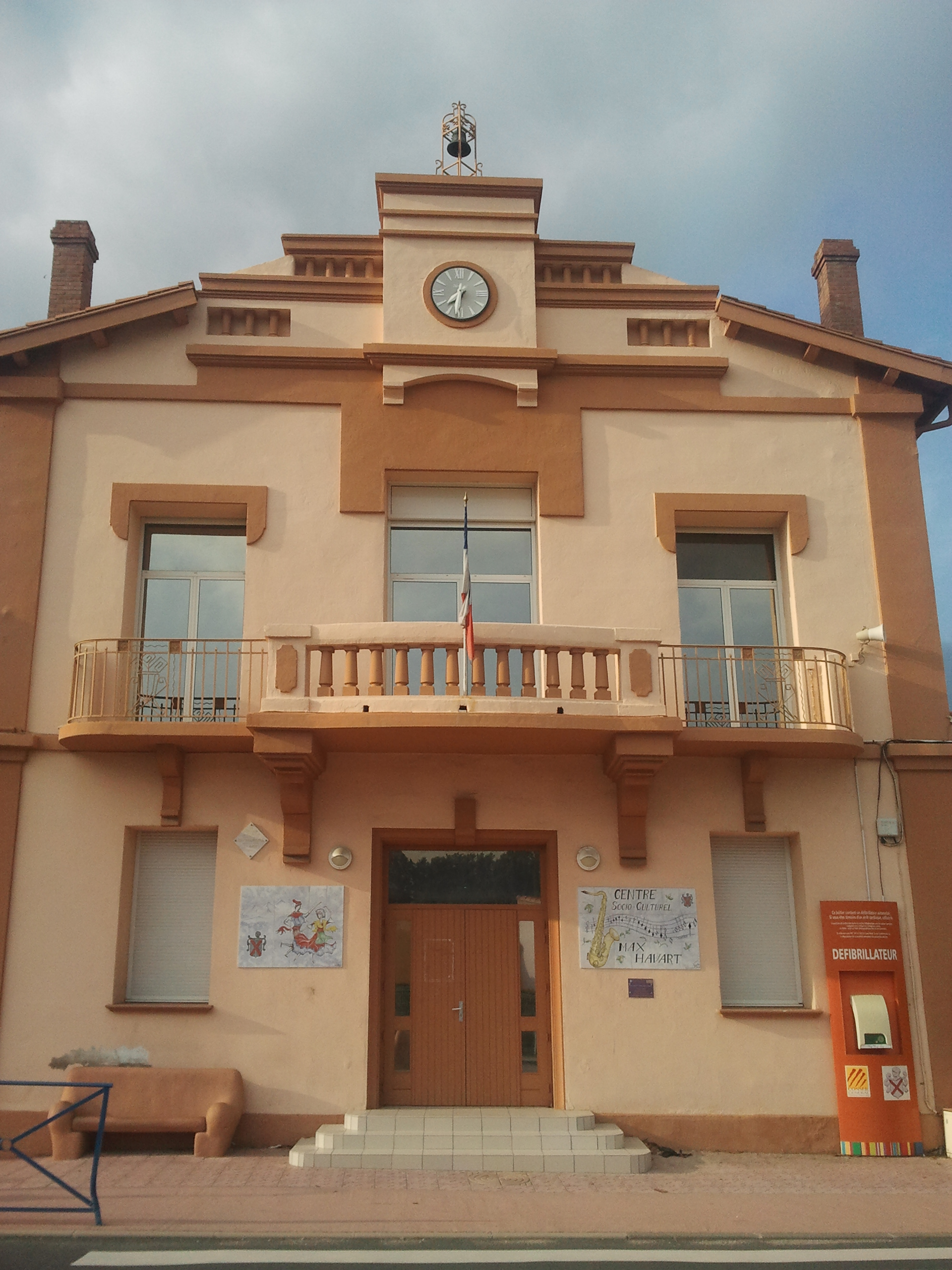
La Casa de Cultura de Sant Feliu d'Avall

Escalonat entre la primera i la segona terrasses de la Tet, Sant Feliu d'Avall sorgí de la cellera primitiva, organitzada a l'entorn de l'església parroquial de Sant Andreu i del seu cementiri. Aquest nucli primigeni s'engrandí encara dins de l'etapa medieval cap a l'est i sud-est, per formar una vila fortificada, amb el Castell de Sant Feliu d'Avall, molt primitiu, tot i que pràcticament desaparegut. També hi ha les restes de la residència dels comtes de Sant Feliu, títol concedit el 1680. Una capella desapareguda, que era a la Plaça, en el cementiri primitiu del poble, era la de Sant Miquel, de la qual no queda res. Els primers barris nascuts en el poble, formats en els entorns del poble vell, són el Carrer d'en Barroca, el Carrer de Sant Martí, el Castell, la Costa, les Eres, les Parregueres, la Plaça, la Plaça de la Font i el Volonar.
Més modernament, el poble ha anat creixent cap a llevant i cap a ponent, a partir de modernes urbanitzacions, bàsicament de cases unifamiliars amb jardí, com és habitual en els pobles de les rodalies de Perpinyà.

### Sant Martí de la Riba
L'església de Sant Martí de la Riba és al nord-est del poble, a la vora de la Tet, al costat de la falla esmentada ja el 941: Ripa fracta. Esmentada diverses vegades entre aquell any i el 1440 (S. Martini de Riba de Fratxia). Cal no confondre aquest Sant Martí de la Riba amb les altres dues esglésies homònimes rosselloneses, la d'Elna i la de Millars.

### Santa Anna de les Eres
La capella de Santa Anna és damunt del turó que domina la vila. És una construcció de vers el segle xv o XVI, força modificada amb el pas dels anys. De fet, es conserven restes de la primera construcció, a prop de la segona, que fou la que perdurà.

### La Mota de Sant Feliu d'Avall
A uns 150 metres a ponent del poble, dins d'una propietat particular situada a l'Avinguda del Canigó, 112, al costat nord-est mateix de la seu del govern municipal, es trobava la Mota de Sant Feliu d'Avall, vestigis de la qual foren trobats l'any 1984 en uns sondeigs arqueològics. Pertanyia al tipus de fortificació conegut com a mota, habitual en territoris plans entre l'any 1000 i, aproximadament, el 1200.

### Els masos del terme
Les construccions aïllades del terme de Sant Feliu d'Avall són Can Marc, abans Mas Camó, el Casot d'en Camó, el Cortal de la Ripa, Mas Calineu, Mas Camí Ral, o d'en Ferriol, Mas Camó (el mas és en terme de Sant Feliu d'Amunt, però bona part de les seves terres, a Sant Feliu d'Avall), Mas de la Llúcia, Mas de la Vila, o d'en Pepet, abans Mas d'en Maria (el mas, en terme de Tuïr, com l'anterior), Mas de les Nines (com el Mas Camó), Mas del Moro, Mas d'en Barrera, Mas d'en Clerc, abans del Roig, Mas d'en Janet Martí, Mas d'en Modat, o d'en Blaise, o del Coronel, Mas d'en Sestac, Mas de Sant Antoni, o la Porxeria, Mas de Vulpilleres (documentat des del segle xi), Mas Santa Anna, abans Mas Bertran o Bertran de Balanda, Mas Tardiu, el Molí de la Ribereta, abans d'en Forcada, el Molí de l'Oli, abans d'en Vernedes, el Molí d'en Jaume (desaparegut), la Roseraie, o Xò'n Cruzet, la Sala, la Teuleria i la Torre del Volonar (antic molí de vent). A l'entorn immediat del nucli urbà actual es troben també el Cementiri Nou, el Cementiri Vell, la Cooperativa, la Destil·leria i la Gara, a part de les capelles, esmentades en uns altres capítols.

### Hidrografia
La major part de cursos d'aigua del terme són recs d'irrigació -algun també de drenatge- per tal de regar les zones del terme que són de regadiu. Així, s'hi troben l'Agulla de la Font del Camó, que és de drenatge i d'irrigació, l'Agulla de la Font del Dauder, l'Agulla, o Rec, del Botàs, l'Agulla de les Baixes, l'Agulla de les Cabanes, o de les Guardioles (que és la continuació de l'Agulla de les Sitges del terme veí de Sant Feliu d'Amunt), l'Agulla de les Sitges (que és la continuació de l'Agulla del Trenc Major, del terme veí de Sant Feliu d'Amunt), l'Agulla de les Vergelledes, l'Agulla del Mas Camó, l'Agulla del Mas del Roig, l'Agulla del Mas d'en Maria (d'irrigació i drenatge), l'Agulla del Piló, l'Agulla del Pinyer, l'Agulla del Prat de l'Oriola, l'Agulla del Roure, l'Agulla dels Casals, l'Agulla dels Horts, l'Agulla dels Sarraïns, l'Agulla dels Tamarius, abans del Rec del Soler, l'Agulla del Trenc, l'Agulla del Trenc de la Beata, l'Agulla de l'Ull de Rellà, l'Agulla de l'Ullal Petit, l'Ambega del Camí Ral (d'irrigació i drenatge), les Caigudes de l'Agulla del Pla de Rellà, l'Esperó del Rec de Sant Martí, el Rec de les Aigües Vives, el Rec del Mater, de drenatge, el Rec del Molí, el Rec del Roure, el Rec de Palau, d'irrigació i drenatge els dos darrers, el Rec de Perpinyà, el Rec del Soler, el Rec de Sant Martí, la Ribereta, o Agulla de la Ribereta, l'Ull de Boquet, l'Ull del Dijous, abans Botada de les Serres, l'Ull o Ullal del Trenc, o de la Ribereta, els Ulls Majors, o l'Ullal Major, els Ulls Petits, o l'Ullal Petit.
Els cursos d'aigua que no són de la xarxa de rec del terme són la Tet, el riu principal de la comarca, els torrents anomenats Rec de les Fontetes i Ribera de Castellnou i els còrrecs de Fontanelles, d'en Blanc i d'en Padern. Diversos guals franquegen aquests cursos d'aigua: el Passallís del Camí de les Serres, el del Camí de Salanca i el de Pesillà. Tots tres són a la Ribera de Castellnou. Hi ha diverses fonts destacades, en el terme feliuenc: la Font desapareguda que hi havia al Camí Ral, la Font de la Muralla, la Font del Mas d'en Camó, la Font del Mater, la Font del Rec del Roure, la Font del Rec de Palau, la Font d'en Dauder, la Font d'en Viader i la Font de Sant Feliu.

### Orografia
En un terme tan pla, pocs són els topònims que indiquen formes de relleu. Tanmateix, s'hi troben plans, com el Pla de Rellà, riberes, com la Riba, i serres, com les Serres Altes i les Serres Baixes.

### El terme comunal
Les partides i indrets específics del terme feliuenc són els següents: els Aiguals, les Aigües Vives, o les Aigües Vives del Camp del Bosc, el Bosc Petit, les Bosigues, les Cabanes, el Camí de Corbera, el Camí Ral, el Camí Ral Baix, el Camí Ral Nalt, el Camp de la Font, el Camp del Bosc, el Camp del Còrrec, el Camp de l'Escut, Campellanes, els Casals, la Colomina, les Comes, la Creueta, la Cuatxa, les Deveses, el Dic d'en Viader, les Feixes, les Feixes dels Bosquets, les Fontanelles, les Fontetes, les Guardioles, les Hortes, els Horts, la Jaça, Mas Bertran, el Mas Camó, el Mas del Roig, el Mas d'en Guillon, o d'en Ginyon, el Mas d'en Maria, el Mas d'en Sestac, el Mater, Palau, el Pinyer, el Rec del Soler, el Roure, el Salvier, les Salzedes, Sant Eloi, els Sarraïns, les Sitges, els Tamarius, el Terrafort, la Teuleria, les Vergelledes, el Volonar i Vulpilleres.

## Transports i comunicacions

### Carreteres
Travessen el terme de Sant Feliu d'Avall fins a sis carreteres. D'una banda, la carretera D - 16 (Sant Feliu d'Avall - D - 56 / D - 615, a Corbera / Corbera la Cabana), que travessa l'est del nucli urbà de Sant Feliu d'Avall per adreçar-se cap al sud-oest, en direcció a Corbera la Cabana, on arriba en 5,8 quilòmetres de recorregut.
La D -16a (D - 1 / D -614, a Pesillà de la Ribera - D - 16 / D - 916, a Sant Feliu d'Avall), que enllaça les carreteres i les poblacions esmentades en 3 quilòmetres.
La D - 18 (Sant Feliu d'Avall - Terrats), que uneix Sant Feliu d'Avall amb Tuïr (5,6 quilòmetres), Santa Coloma de Tuïr (8,7) i Terrats (9,2).
A l'extrem sud-est del terme, la D - 85 (El Soler - Tuïr) fa de termenal entre Sant Feliu d'Avall i el Soler, però només frega la comuna de Sant Feliu d'Avall.
La D - 916 (traçat antic de la N - 116), que uneix Sant Feliu d'Avall amb Sant Feliu d'Avall (1,6 quilòmetres), Millars (3,8), Nefiac (9,7) i Illa (14,6), cap a ponent, i el Soler (4,4) i Perpinyà (14,8), cap a llevant, mentre que cap a ponent s'uneix amb la carretera N - 116 quan aquesta abandona el format d'autovia, tot just entrar en el terme de Bulaternera, que queda a 19 quilòmetres de Sant Feliu d'Avall.
Finalment, hi ha la carretera nacional N - 116 (Perpinyà - la Guingueta d'Ix), que venint de Perpinyà té forma d'autovia fins a prop de Bulaternera. Aquesta carretera, que passa al nord del nucli de població de Sant Feliu d'Avall, ran de la llera de la Tet, serveix d'eix per a enllaçar aquesta vila amb la resta de poblacions nord-catalanes. Hi ha enllaç directe, a través de la carretera D - 16a, entre l'autovia i el poble de Sant Feliu d'Avall.

### Transport públic col·lectiu
Sant Feliu d'Avall està inclòs en la línia 17 de la Compagnie de Transports Perpignan Méditerranée, Pesillà de la Ribera - Sant Feliu d'Avall, que uneix Pesillà de la Ribera, Vilanova de la Ribera, Sant Esteve del Monestir, Perpinyà (en un llarg recorregut que travessa la ciutat amb moltes parades), el Soler i Sant Feliu d'Avall. Passen per aquesta població fins a 14 serveis diaris, 5 que fan el recorregut sencer, i 9 més que surten de Sant Esteve del Monestir, en aquesta direcció, i fins a 16 (8 només fins a Sant Esteve del Monestir) en la direcció inversa. Els diumenges i dies de festa només hi ha 4 serveis de Pesillà de la Ribera a Sant Feliu d'Avall, i 4 més a la inversa, 3 dels quals acaben el seu recorregut a Sant Esteve del Monestir.

### Ferrocarril

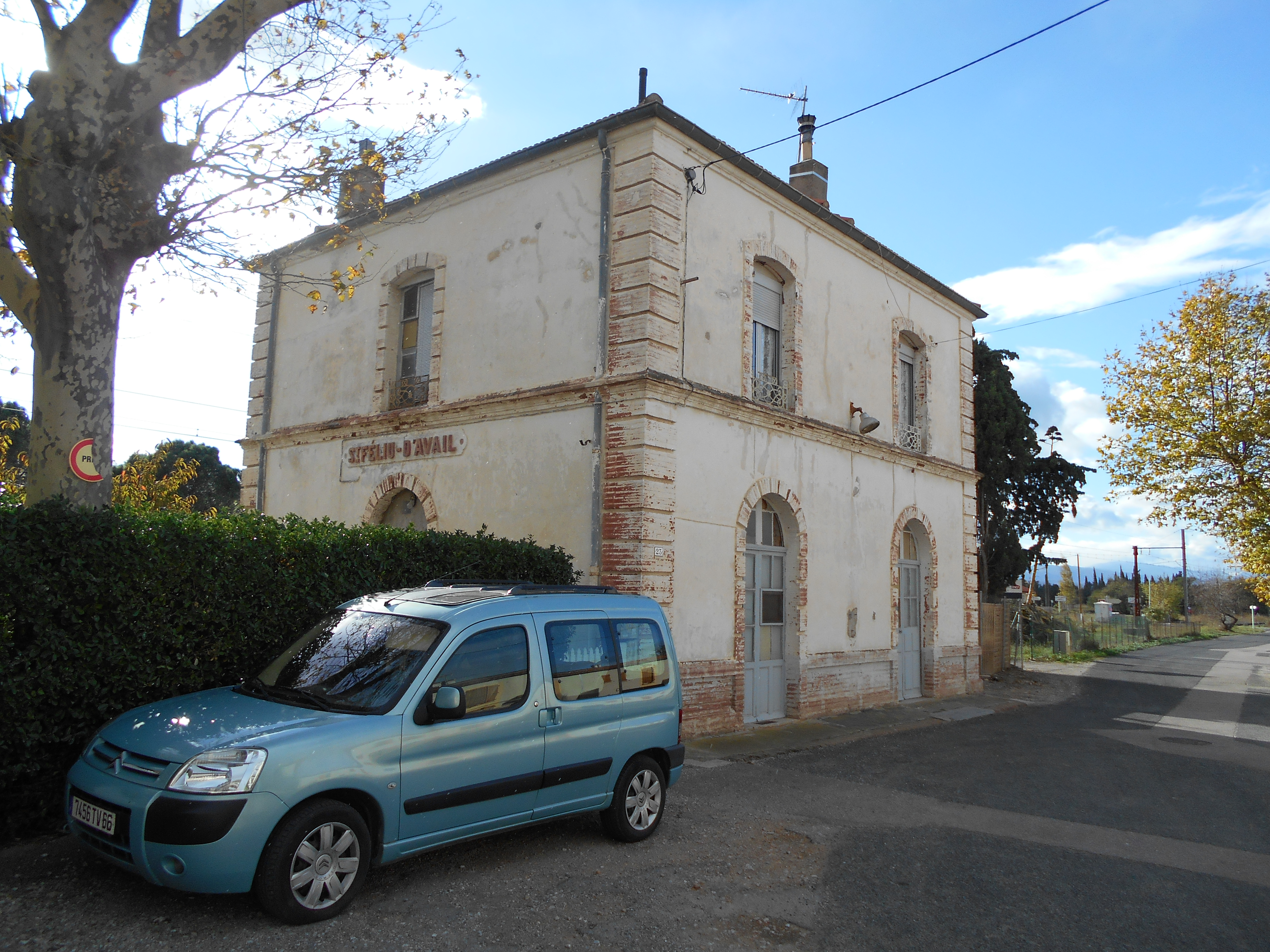
L'estació vella de Sant Feliu d'Avall.

Sant Feliu d'Avall té estació de tren de la línia Perpinyà - Vilafranca de Conflent, on enllaça amb l'anomenat tren groc, de Vilafranca de Conflent a la Tor de Querol. És la línia 12 TER Llenguadoc Rosselló.
És a migdia del poble, al capdavall de l'Avinguda de les Cabanes, paral·lela a l'est de la carretera D - 16 (carretera de Corbera la Cabana).

### Camins
Alguns dels camins d'aquest terme són per a la comunicació amb els pobles i termes propers: el Camí de Castellnou, el Camí o Ruta de Corbera, abans Ruta de Prada, el Camí de Cotlliure, el Camí de Ferro (nom popular de la via fèrria), el Camí del Camí Ral Nalt, el Camí de les Bosigues, o de Pesillà, o de Sant Martí, el Camí de Pesillà a Tuïr, el Camí, o Ruta, de Tuïr, el Camí Ral, el Camí Ralet, o Ralet d'Illa, o Camí de la Riba, el Camí Vell de Tuïr, des del Soler, la Desviació, o la Quatre Veus, la Ruta de Perpinyà, la de Pesillà i la de Prades.
Els camins interns del terme propi són el Camí de Campellanes, el de la Capella de Santa Anna, el del Bosc Petit, el del Camp del Bosc, el de les Guardioles, el de les Hortes, el de les Salzedes, el de les Serres, o de les Serres Altes, el de les Serres Baixes, el del Mas Camó, o de Can Marc, el del Mas de les Colles, o de Palau, el del Molí, el del Riberal, o dels Gitanos, el del Roure, el dels Aiguals, el del Salvier, el dels Sarraïns i el de Salanca.

## Activitats econòmiques
Situat en ple Riberal, Sant Feliu d'Avall és una comuna essencialment agrícola, a causa de la riquesa de la terra, del sistema de recs existent i d'una rica capa freàtica que comparteix amb Sant Feliu d'Amunt. Tot plegat, té bones condicions per a una agricultura intensiva de regadiu. El principal conreu són els arbres fruiters, sobretot presseguers i albercoquers, ocupa el segon lloc la vinya, la major part destinada a vins comuns, i en tercer lloc es troben les hortalisses: escaroles, enciams, tomàquets, patates primerenques, julivert, carxofes i mongetes... Hi ha també petites explotacions de cereals i de farratges.
Sant Feliu d'Amunt té una petita zona industrial, en expansió, amb producció de ceràmica aprofitant les argiles de la terrassa de la Tet. Les altres indústries són derivades de l'agricultura: majoristes de fruites i verdures, una Societat Cooperativa de Vinificació, diversos cellers vinícoles, la gran destil·leria Rosselló Alimentària, i nombrosos artesans derivats d'aquestes activitats.

## Història

### Edat mitjana
El lloc de Sant Feliu és documentat el 898 com a límit del lloc de Cornellà, en el lloc on confluïen els canals de regadiu que procedien de Millars (la descripció correspon a Sant Feliu d'Amunt), i no és fins al 960 que apareix un esment a Sant Feliu d'Avall, en una donació a Cuixà on s'esmenten els llocs de Sancto Felice superiore i de Sancto Felice subteriore. En una altra donació anterior, del 941 o 942, s'esmenta l'alou de Sancto Felice amb les seves esglésies: Santa Maria i Sant Miquel, a més dels alous de Riliano (Rellà, territori entre els actuals termes de Cameles, Corbera la Cabana, Sant Feliu d'Amunt i Tuïr) i Rippa fracfta (potser el lloc de Sant Martí de la Riba). Ja a darreries del mateix segle, consta que Sentill, fill d'Ansemund, i la seva muller Adelaida donaven al seu fill Udalgar, més tard arxipreste d'Elna, germà de Guillem Sentill, primer vescomte de Castellnou, els alous de Teulís, Polig (Cameles) i Vallcrosa, així com els del vilar de Sant Feliu d'Avall i el lloc de Volpillera. Les possessions d'una banda del monestir de Cuixà i de l'altra dels vescomtes de Castellnou continuaren creixent, però aviat hi hagué discussions familiars entre els Castellnou per la cessió d'aquests alous al bisbat d'Elna (on també tenien molta influència els Castellnou). Finalment, s'acordà que l'ardiaca i vescomte Guillem Gausbert II de Castellnou mantindria la seva possessió, i a la seva mort aquesta passaria a l'església. Així es feu, però mantenint els vescomte l'alta i baixa justícia dels dos Sant Feliu fins al 1321, quan el darrer vescomte de Castellnou, Jaspert V, qui tenia un fort deute, 800 lliures, al segon vescomte d'Illa, Pere de Fenollet.
Així, per la intervenció del rei Sanç, es produí la venda d'aquestes possessions al vescomtat d'Illa, fins a la mort, el 1423 de Pere VIII de Fenollet, darrer vescomte d'Illa. En aquell moment, l'esposa de Pere VIII en segones núpcies, Constança de Próixida, vídua en primeres de Francesc de Perellós, llegà aquests territoris a la seva filla Violant o Nina de Perellós, filla del primer matrimoni. Aquesta darrera, amant del burgès de Perpinyà Antoni Pinya, gran prospector de mines, amb qui havia tingut un fill, Francesc Burgès, que fou legitimat per Alfons IV, i heretà la baronia dels dos Sant Feliu.

### Edat Moderna
Els Burgès esdevingueren, doncs, barons de Sant Feliu, i conservaren la senyoria fins al 1553, quan morí Gregori II Burgès. L'herència passà a la seva filla Caterina, qui l'aportà al seu marit, Joan I de Boixadors. Durant tota la resta del segle xvi en foren senyors els Boixadors, fins que la darrera hereva, Maria de Boixadors, les aportà en dot també al seu marit, Francesc de Rocabertí, senyor de Pau, Bellera i les Abelles. El 1666 aquests llocs foren venuts a Francesc de Ros, home de confiança de Lluís XIV, qui el 1680 erigia la baronia de Sant Feliu en comtat. Els de Ros en foren senyors, com a comtes, fins a la fi de l'Antic Règim. El darrer, Enriqueta de Ros, emigrà amb la Revolució Francesa.

## Demografia

### Demografia antiga
La població està expressada en nombre de focs (f) o d'habitants (h)
| Evolució demogràfica de Sant Feliu d'Avall entre 1365 i 1790 | Evolució demogràfica de Sant Feliu d'Avall entre 1365 i 1790 | Evolució demogràfica de Sant Feliu d'Avall entre 1365 i 1790 | Evolució demogràfica de Sant Feliu d'Avall entre 1365 i 1790 | Evolució demogràfica de Sant Feliu d'Avall entre 1365 i 1790 | Evolució demogràfica de Sant Feliu d'Avall entre 1365 i 1790 | Evolució demogràfica de Sant Feliu d'Avall entre 1365 i 1790 | Evolució demogràfica de Sant Feliu d'Avall entre 1365 i 1790 | Evolució demogràfica de Sant Feliu d'Avall entre 1365 i 1790 | Evolució demogràfica de Sant Feliu d'Avall entre 1365 i 1790 | Evolució demogràfica de Sant Feliu d'Avall entre 1365 i 1790 | Evolució demogràfica de Sant Feliu d'Avall entre 1365 i 1790 | Evolució demogràfica de Sant Feliu d'Avall entre 1365 i 1790 | Evolució demogràfica de Sant Feliu d'Avall entre 1365 i 1790 | Evolució demogràfica de Sant Feliu d'Avall entre 1365 i 1790 |
| 1365                                                         | 1378                                                         | 1470                                                         | 1515                                                         | 1553                                                         | 1643                                                         | 1709                                                         | 1720                                                         | 1730                                                         | 1765                                                         | 1767                                                         | 1774                                                         | 1789                                                         | 1790                                                         |                                                              |
| ------------------------------------------------------------ | ------------------------------------------------------------ | ------------------------------------------------------------ | ------------------------------------------------------------ | ------------------------------------------------------------ | ------------------------------------------------------------ | ------------------------------------------------------------ | ------------------------------------------------------------ | ------------------------------------------------------------ | ------------------------------------------------------------ | ------------------------------------------------------------ | ------------------------------------------------------------ | ------------------------------------------------------------ | ------------------------------------------------------------ | ------------------------------------------------------------ |
| 55 f                                                         | 31 f                                                         | 39 f                                                         | 42 f                                                         | 27 f                                                         | 15 f                                                         | 166 f                                                        | 156 f                                                        | 150 f                                                        | 500 h                                                        | 795 h                                                        | 893 h                                                        | 195 f                                                        | 900 h                                                        |                                                              |

Font: Pélissier 1986

### Demografia contemporània
| Evolució de la població |      |      |       |       |       |       |       |       |
| 1793                    | 1800 | 1806 | 1821  | 1831  | 1836  | 1841  | 1846  | 1851  |
| 816                     | 718  | 944  | 1.096 | 1.160 | 1.209 | 1.278 | 1.303 | 1.323 |

| 1856  | 1861  | 1866  | 1872  | 1876  | 1881  | 1886  | 1891  | 1896  |
| ----- | ----- | ----- | ----- | ----- | ----- | ----- | ----- | ----- |
| 1.307 | 1.312 | 1.371 | 1.385 | 1.282 | 1.321 | 1.365 | 1.403 | 1.414 |

| 1901  | 1906  | 1911  | 1921  | 1926  | 1931  | 1936  | 1946  | 1954  |
| ----- | ----- | ----- | ----- | ----- | ----- | ----- | ----- | ----- |
| 1.438 | 1.362 | 1.362 | 1.403 | 1.316 | 1.325 | 1.286 | 1.185 | 1.242 |

| 1962  | 1968  | 1975  | 1982  | 1990  | 1999  | 2008  | 2013  | - |
| ----- | ----- | ----- | ----- | ----- | ----- | ----- | ----- | - |
| 1.241 | 1.533 | 1.461 | 1.792 | 1.956 | 2.160 | 2.426 | 2.572 | - |

Fonts: Ldh/EHESS/Cassini fins al 1999, després INSEE a partir deL 2004

### Evolució de la població

Població 1962-2008

## Administració i política

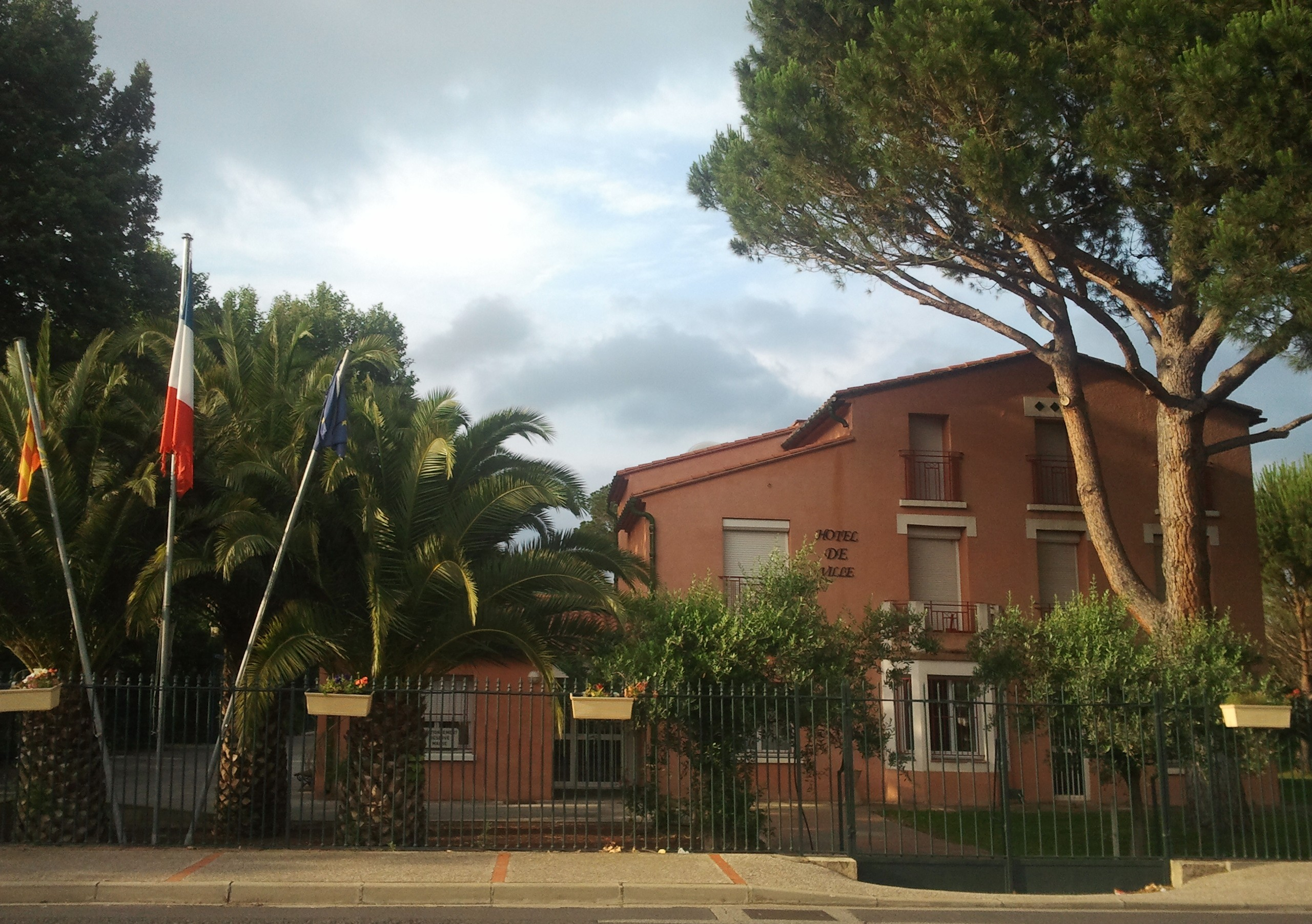
La Casa del Comú de Sant Feliu d'Avall

### Batlles[11]
| Període                             | Nom                          | Opció política | Comentaris |
| ----------------------------------- | ---------------------------- | -------------- | ---------- |
| 1819 - 1823                         | Joseph Nicolau               |                |            |
| 1824 - 1824                         | Gaudérique Jaume             |                |            |
| 1824 - 1830                         | Joseph Nicolau               |                |            |
| 1830 - 1833                         | Michel Barnades              |                |            |
| 1834 - 1835                         | Jérôme Sestach               |                |            |
| 1836 - 1846                         | Gabriel Bonafos              |                |            |
| 1846 - 1852                         |                              |                |            |
| 1852 - 1865                         | Jean Bassou                  |                |            |
| 1865 - 1869                         | Sébastien Gauze              |                |            |
| 1869 - 1870                         | Vincent Soubielle (interí)   |                |            |
| 1870 - 1870                         | Jean Camo                    |                |            |
| 1870 - 1876                         | Sébastien Gauze              |                |            |
| 1876 - 1882                         | Vicent Dabadie               |                |            |
| 1882 - 1884                         | Justin Malafosse             |                |            |
| 1884 - 1896                         | Désiré Bonafos               |                |            |
| 1896 - 1896                         | Vincent Dabadie              |                |            |
| 1896 - 1904                         | Jean Bobo                    |                |            |
| 1904 - 1912                         | Vincent Borreil              |                |            |
| 1912 - 1915                         | Guillaume Ribou              |                |            |
| 1915 - 1917                         | Gaudérique Garrigou (interí) |                |            |
| 1917 - 1935                         | Guillaume Ribou              |                |            |
| 1935 - 1937                         | Jean Llobet Solere           |                |            |
| 1937 - 1944                         | Julien Jaume                 |                |            |
| 1944 - 1945                         | Raymond Selve                |                |            |
| 1945 - 1947                         | Etienne Escande              |                |            |
| 1947 - 1959                         | Jean Forcade                 |                |            |
| 1959 - 1962                         | Paul Poudade                 |                |            |
| 1962 - 1965                         | Aimé Farines (interí)        |                |            |
| 1965 - 1983                         | Louis Clerc                  |                |            |
| 1983 - Març del 2001                | Francis Boot                 |                |            |
| Març del 2001 - Març del 2011       | Henri Dufour                 |                |            |
| Març del 2011 - Març del 2014       | Amie Bertran                 |                |            |
| Març del 2014 - 14 de Maig del 2018 | Robert Taillant              |                |            |
| Maig del 2018 - Moment actual       | Roger Garrido                |                |            |

### Legislatura 2014 - 2020

#### Batlle
- Roger Garrido.

#### Adjunts al batlle
- 1r: Sébastien Suelves
- 2a: Myriam Berger
- 3r: Daniel Erre
- 4a: Anne-Marie Friederick
- 5è: Frédéric Sol
- 6a: Christiane Riubrujent.

#### Consellers municipals
- Anne-Marie Porta, Consellera Municipal
- André Lamarque, Conseller Municipal
- André Beaud, Conseller Municipal
- Marie Baleste, Consellera Municipal
- Albert Bruzy, Conseller Municipal
- Jean-Luc Carbo, Conseller Municipal
- Hélène Espirac, Consellera Municipal
- Madeleine Munier, Consellera Municipal
- Christelle Homs, Consellera Municipal
- Guillaume Girard, Conseller Municipal
- Henri Cazals, Conseller Municipal
- Marie-José Lamarque, Consellera Municipal
- Bruno Oms, Conseller Municipal
- Emmanuel Navarro, Conseller Municipal
- Michel Cases, Conseller Municipal
- Christian Pages, Conseller Municipal.

### Adscripció cantonal

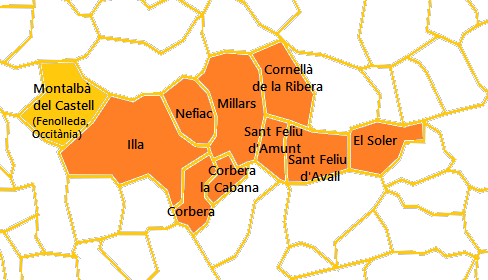
Mapa del Cantó de la Vall de la Tet

A les eleccions cantonals del 2015 el poble de Sant Feliu d'Avall ha estat inclòs en el cantó número 16, denominat La Vall de la Tet, amb capitalitat al poble del Soler. Està format per la vila d'Illa i els pobles de Corbera, Corbera la Cabana, Cornellà de la Ribera, Millars, Nefiac, Sant Feliu d'Amunt, Sant Feliu d'Avall i el Soler, tots de la comarca del Rosselló, i Montalbà del Castell, de la Fenolleda. Són consellers per aquest cantó Damienne Beffara, batllessa de Millars i Robert Olive, batlle de Sant Feliu d'Amunt, tots dos del Partit Socialista.

## Educació i Cultura

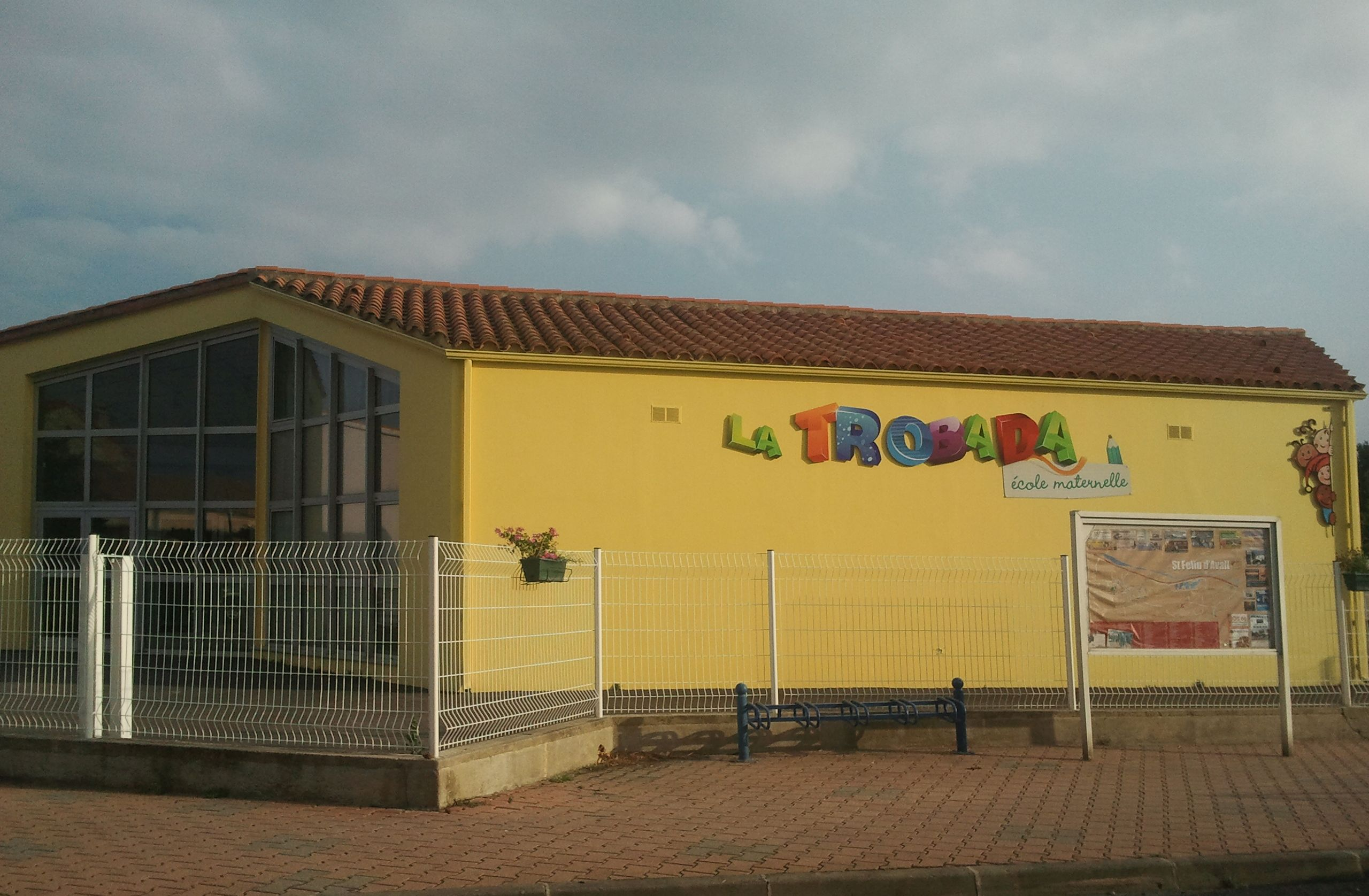
Escola maternal

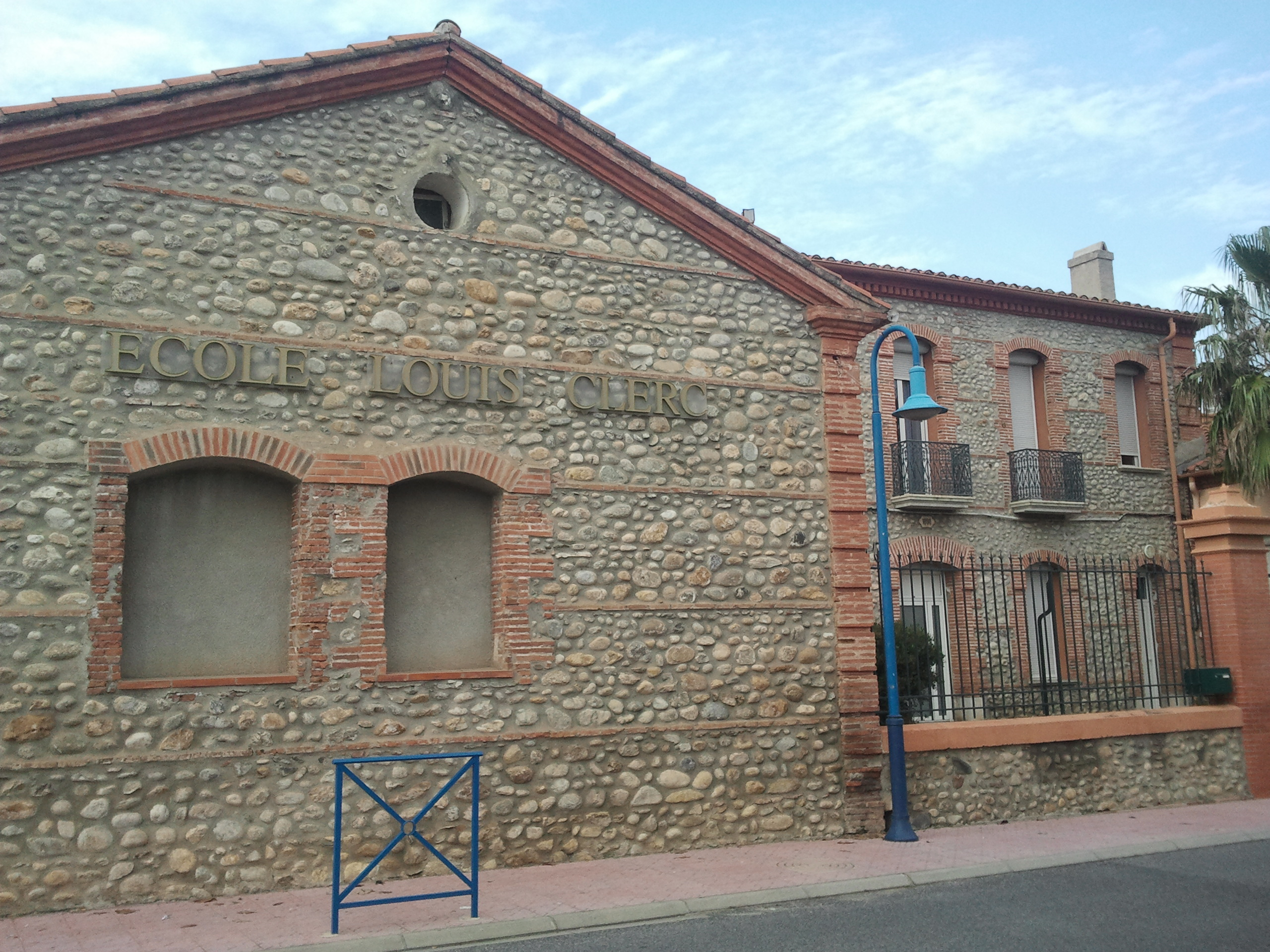
Escola de primària Louis Clerc

A Sant Feliu d'Avall hi ha l'escola pública maternal La Trobada, i l'escola de primària Louis Clerc, també pública.
Pel que fa als estudis secundaris, els nois i noies de Millars poden assistir als col·legis propers d'Estagell, Illa, Sant Esteve del Monestir, el Soler, Toluges o Tuïr. Pel que fa al batxillerat, els liceus més propers són a Perpinyà i Ribesaltes.

## Persones il·lustres
- Fernand Barboteu (1907-1971), general francès distingit a la segona guerra mundial
- Francesc de Bertran, baró de Palmerola (1755-1816), alcalde de Perpinyà i general de l'exèrcit francès
- Ernest Camo (1902-1978), jugador de rugbi a 15 i a 13
- Francis Palmade (1937), àrbitre internacional de rugbi a 15